# Pelvicachromis taeniatus
Pelvicachromis taeniatus es una especie de peces de la familia Cichlidae en el orden de los Perciformes.

## Morfología
Los machos pueden llegar alcanzar los 8 cm de longitud total.

## Distribución geográfica
Se encuentran en África: desde el suroeste de Nigeria y el delta del río Níger hasta el Camerún.